# Orfeus (staty)
Orfeus är en bronsskulptur av den svenske konstnären Theodor Lundberg från 1905. Statyn föreställer sångaren Orfeus från den grekiska mytologin som här porträtterats med sin lyra. Den är uppställd i parken söder om Nordiska museet på Djurgården i Stockholm.